# الضحاضيح (المفلحي)

تعديل مصدري - تعديل

الضحاضيح هي إحدى قرى عزلة المفلحي بمديرية المفلحي التابعة لمحافظة لحج، بلغ تعداد سكانها 32 نسمة حسب تعداد اليمن لعام 2004.